# Le Proc
 (novembre 2024).
Si vous disposez d'ouvrages ou d'articles de référence ou si vous connaissez des sites web de qualité traitant du thème abordé ici, merci de compléter l'article en donnant les références utiles à sa vérifiabilité et en les liant à la section « Notes et références ».
Pour les articles homonymes, voir Proc.
Le Proc est une série télévisée française en six épisodes de 90 minutes créée par Éric Kristy, produite par la société DEMD Productions et diffusée entre le 2 février 2004 et le 10 octobre 2006 sur TF1. Depuis le 22 novembre 2024, l'intégralité est diffusée sur la plateforme gratuite TF1+.

## Synopsis
Cette série policière met en scène le quotidien du procureur de la République, Mathieu Brenner.

## Distribution
- François-Éric Gendron : Le procureur Mathieu Brenner
- Juliette Lamboley : Charlotte Brenner, la fille du procureur
- Babsie Steger : Sandra Nielsen, compagne du procureur
- Yves Beneyton : Lepretre (épisodes 1 à 5)
- Frédéric Pellegeay : Le commissaire Chastelier (épisodes 1 à 4)
- Mathieu Vervisch : Le lieutenant Morel (épisodes 1 à 4)

### Invités
- Mareva Galanter : Bénédicte Rolland (épisodes 2 et 3)
- Salomé Lelouch (épisode 1)
- Yves Beneyton (épisode 1)
- Jean-Luc Bideau (épisode 1)
- Nicolas Gob (épisode 1)
- Jacques Spiesser (épisode 2)
- Michel Voïta (épisode 2)
- Renaud Cestre (épisode 3)
- Pierre Boulanger (épisode 4)
- Marc Duret (épisode 5)
- Alexandre Fabre : Sylvain Watteau (épisode 6)
- Antoine Coesens (épisode 6)
- Dounia Coesens (épisode 6)
- Gérard Loussine (épisode 6)
- Pierre Cassignard (épisode 6)
- Jean-Pierre Bouvier (épisode 6)
- Catherine Wilkening (épisode 6)

## Fiche technique
- Réalisation : Didier Albert (1), Claudio Tonetti (2 et 4), Klaus Biedermann (3), Alexandre Pidoux (5) et Jean-Marc Seban (6).
- Scénario : Éric Kristy (tous), Laurent Danevas (1 et 5), Gérard Kadoche (1 et 5), Kristel Mudry (2), Sébastien Vitoux (2), Chloé Marçais (4), Franck Philippon (4).
- Société de production :

## Épisodes

### Épisode 1:Le Proc
- France : 2003

Salomé Lelouch, Yves Beneyton,Jean-Luc Bideau,Nicolas Gob

### Épisode 2:Classe tous risques
- France : 2004

Jacques Spiesser, Michel Voïta

### Épisode 3:Accident mortel
- France : 2004

Renaud Cestre

### Épisode 4:Danger public
- France : 2005

Pierre Boulanger

### Épisode 5:Contrat sur le proc
- France : 16 janvier 2006

Marc Duret

### Épisode 6:Le Témoin
- France : 10 octobre 2006

Alexandre Fabre, Antoine Coesens, Dounia Coesens, Gérard Loussine, Pierre Cassignard, Jean-Pierre Bouvier, Catherine Wilkening

## DVD
L'intégrale de la série sort le 13 décembre 2017 en DVD chez Elephant Films.